# العلاقات الإسرائيلية التايوانية
العلاقات الإسرائيلية التايوانية هي العلاقات بين دولة إسرائيل وجمهورية الصين (تايوان)، وهي ليست رسمية في ضوء مكانة تايوان الدولية، لدى إسرائيل مكتب اقتصادي وثقافي في تايبيه منذ عام 1993. وتتجلى العلاقات غير الرسمية بين البلدين بشكل رئيسي في مجالات العلوم والتجارة والصناعة.